# Isla Viana
La isla Viana es una isla de origen rocoso en el golfo San Jorge del mar Argentino, se encuentra ubicada aproximadamente a unos 8,6 km al este de la costa, en la provincia argentina del Chubut, más precisamente en el Departamento Florentino Ameghino, frente a la Península Aristizábal y las islas Vernaci, en el sector de Bahía Bustamante. A su vez, se halla al suroeste de la isla Cevallos. Las medidas de la isla son 1300 metros de longitud máxima y 590 metros de ancho máximo. Presenta una forma triangular alargada con el eje mayor en sentido noroeste-sudeste. 
Se trata de una isla rocosa que presenta restingas en sus costas. En estas islas existían guaneras que fueron explotadas comercialmente hasta principios de la década de 1990.
En 2008 se creó el Parque Interjurisdiccional Marino Costero Patagonia Austral, el cual incluye a la isla Viana.